# ロバート・セント・ジョン
ロバート・ウィリアム・セント・ジョン（Robert William St.John、1902年3月9日 - 2003年2月6日）はアメリカ合衆国のジャーナリスト。

## 人物
イリノイ州シカゴに生まれ、オークパークで育つ。16歳のときに年齢を詐称して海軍に入隊し、第一次世界大戦に従軍する。その後、学生でありながらジャーナリストとして活動したためにコネチカット州ハートフォードのトリニティ・カレッジを放校となる。
初めは無名のジャーナリストだったが、イリノイ州シセロでシセロ・トリビューン紙という新規開発事業を始める。紙面でアル・カポネ一味の及ぼす悪影響を批判し続けた。
シセロ・トリビューン紙はカポネの支配する町政に圧力をかけられて広告が日々減少していた。そこで大胆な暴露記事で逆襲することにした。セント・ジョンはカポネの経営する売春宿に客として入り、売春婦からカポネの詳しい事を聞き記事にした。この暴露記事がシセロ・トリビューン紙に掲載されると、大反響を生んだ。わがもの顔のカポネ一味に対して、公正な考えを持つ市民が委員会を結成し、カポネ一味の売春宿が放火される事件があった。
売春宿を放火されたことに怒ったラルフ・カポネは、さらに暴露記事が出るまえに部下を使いセント・ジョンを暴行し、新聞の主筆をつとめる彼の弟のアーチャーを誘拐して監禁した。その後アーチャーは解放され、無事に家路に着くが、恐怖からしばらく震えがとまらなかったという。セント・ジョンは１週間ほど入院した。退院するとき入院治療費を払おうとしたところアル・カポネが彼の治療費を払っていた。翌日、セント・ジョンはシセロの警察署の一室でアル・カポネと会った。そこでアルはセント・ジョンに兄のラルフたちが暴行したことを謝罪してこの件を金で解決しようとしたが、セント・ジョンは受け取らずに部屋を出て行った。
その後、アル・カポネがシセロ・トリビューン紙の新聞社の出資者たちに圧力をかけて権利を買い取った。セント・ジョンは新聞社を辞め、シセロ市からも出て行って2度と戻ることはなかった。後年にはアル・カポネとアドルフ・ヒトラーの戦術を比較している。
シセロを去った後はAP通信に入社し、フランクリン・ルーズベルトの政治キャンペーンを取材した。その後は戦場レポーターの職を求めてパリに渡り、AP通信のブダペスト支局に勤める。第二次世界大戦が始まると戦況をレポートしたが、バルカン半島で乗っていた軍用列車をドイツ軍に爆撃されて重傷を負った。1942年に帰国し、ユーゴスラビアの戦況をまとめた"From the Land of the Silent People"を発表、ベストセラーになる。その後、ロンドンのNBCラジオのニュースキャスターとなり、終戦を見届けた。1948年には新たにユーゴスラビアについてまとめた"The Silent People Speak."を発表したが、ニューヨーク・タイムズの書評で共産主義の「無意識の同調者」だと疑いを持たれた。このことが原因となり、マッカーシズムに巻き込まれてNBCを解雇される。その後は、フリーのジャーナリストとして世界中を旅し、ダヴィド・ベン＝グリオンとガマール・アブドゥル＝ナーセルの伝記を含む中東関連の本を8冊発表した。
2003年にメリーランド州ウォルドーフの自宅で白血病により100歳で死去した。彼は生涯に23の著作を残した（最後の著作は2002年に発表した自伝である）。また、冊子などのために多数の文章も残している。